# Halley Optical Probe Experiment
Le Halley Optical Probe Experiment (HOPE) est une expérience embarquée sur la sonde Giotto et destinée à recueillir in situ des données photo-polarimétriques sur le nuage de poussières et l'atmosphère gazeuse du noyau de la comète de Halley. 

## Description
L'instrument a été réalisé au Service d'aéronomie (aujourd’hui LATMOS) en collaboration avec les universités de la Ruhr et de Floride. HOPE a été lancé le 2 juillet 1985 par une fusée Ariane et a survolé la comète de Haley en mars 1986. La responsable scientifique était Anny-Chantal Levasseur-Regourd.
L'expérience avait notamment pour but de mesurer les propriétés optiques des poussières et de certaines espèces gazeuses (CN, C2, CO+ et OH) présentes au voisinage de la comète. 

## Principaux résultats
(décembre 2018).

## Données techniques[2]
- Masse : 1,32 kg
- Consommation électrique (moyenne) : 1,2 W
- Débit d'informations : 0,732 bit/s